# Doubravany
Doubravany je vesnice v okrese Nymburk, je součástí obce Košík. Nachází se asi 1,7 kilometru jižně od Košíku. Vesnicí protéká potok Kozačka.

## Historie
První písemná zmínka o vesnici pochází z roku 1318.
Ve vsi byly v roce 1932 evidovány tyto živnosti a obchody: dva hostince, kolář, kovář, mlýn, jedenáct rolníků, tři obuvníci, obchod se smíšeným zbožím, švadlena, dvě trafiky.

## Osobnosti
- Alois Kříž (1881–1945), politik

## Galerie

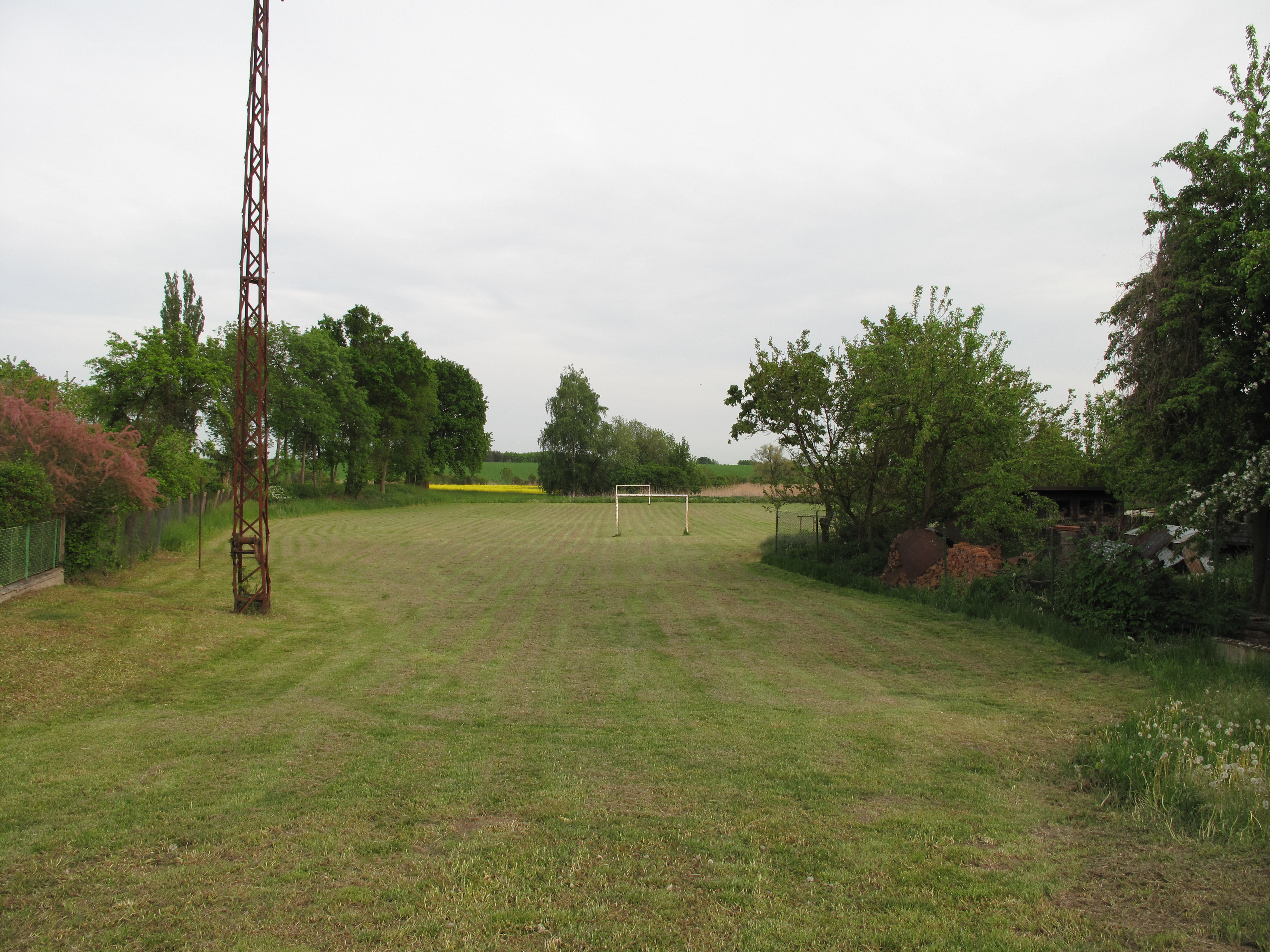
Fotbalové hřiště
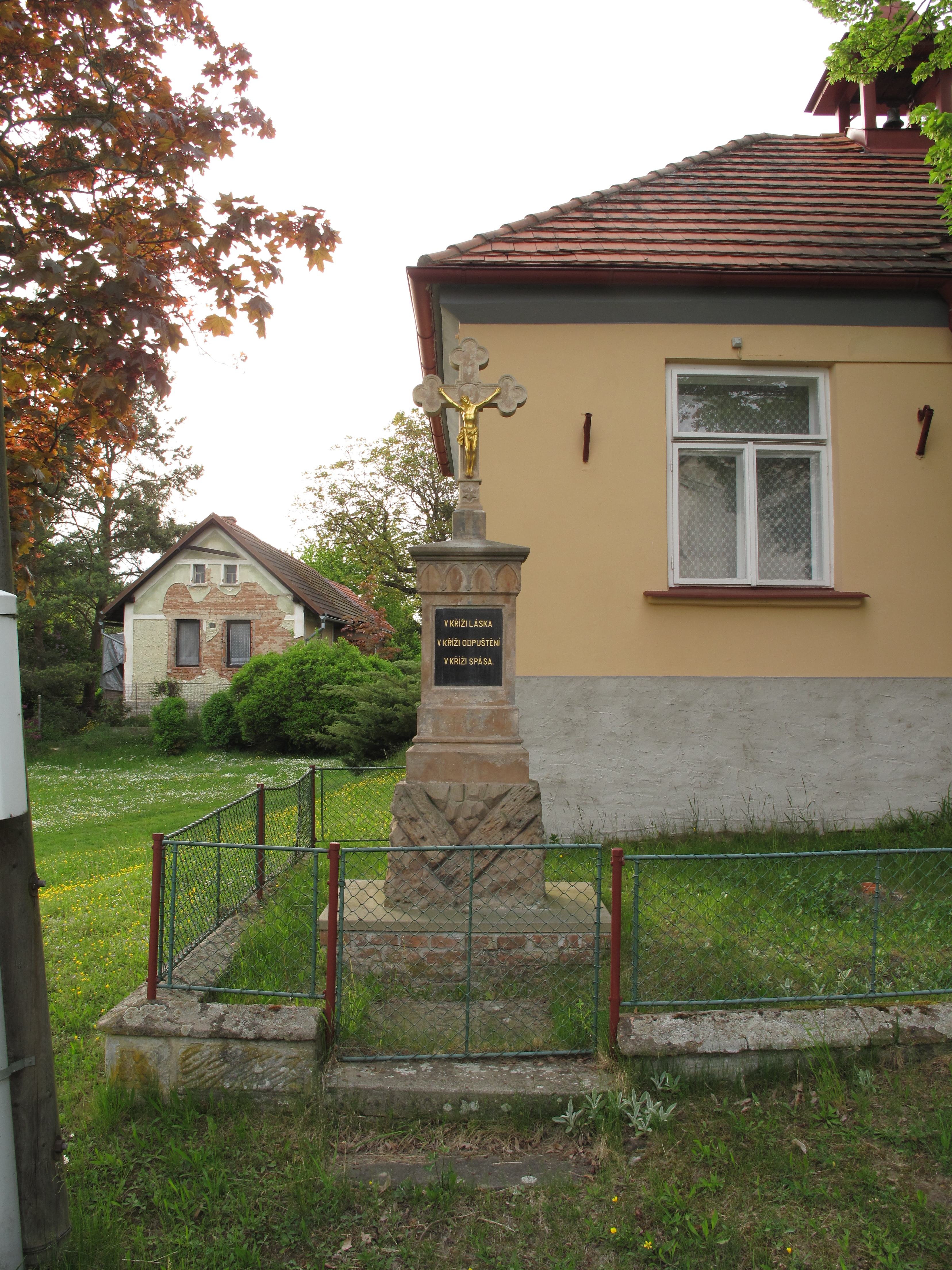
Křížek
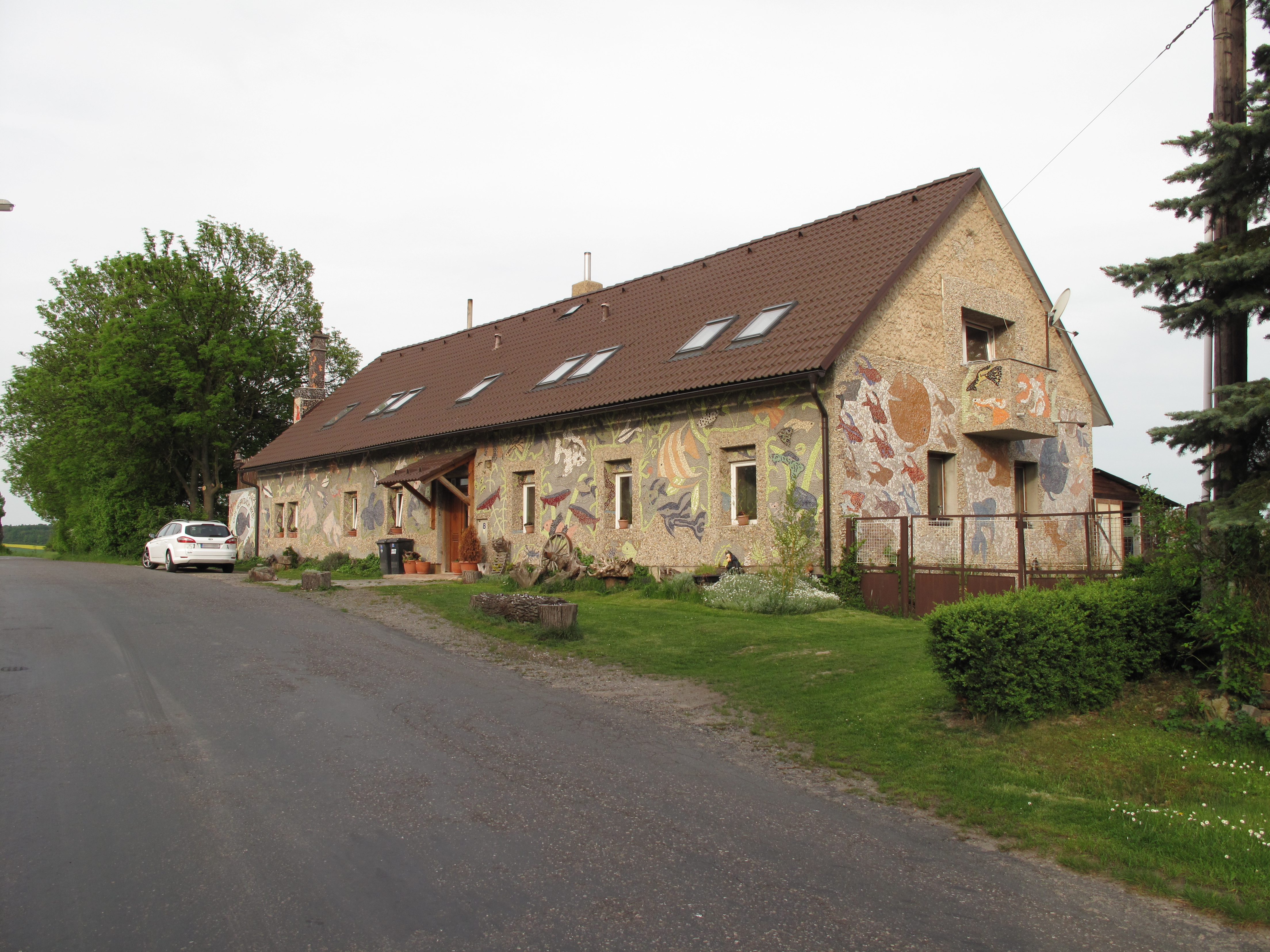
Dům u cesty
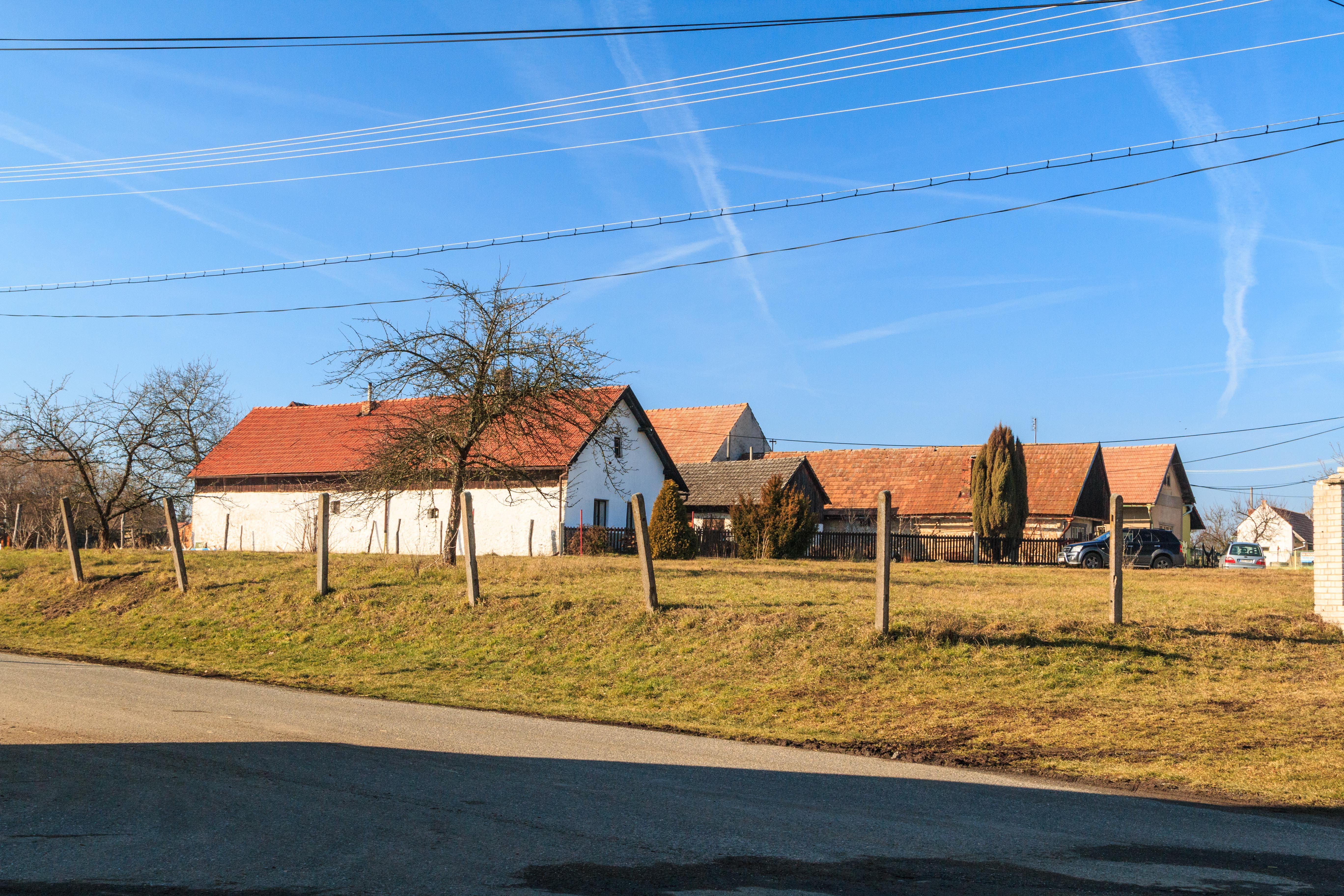
Doubravany čp. 31
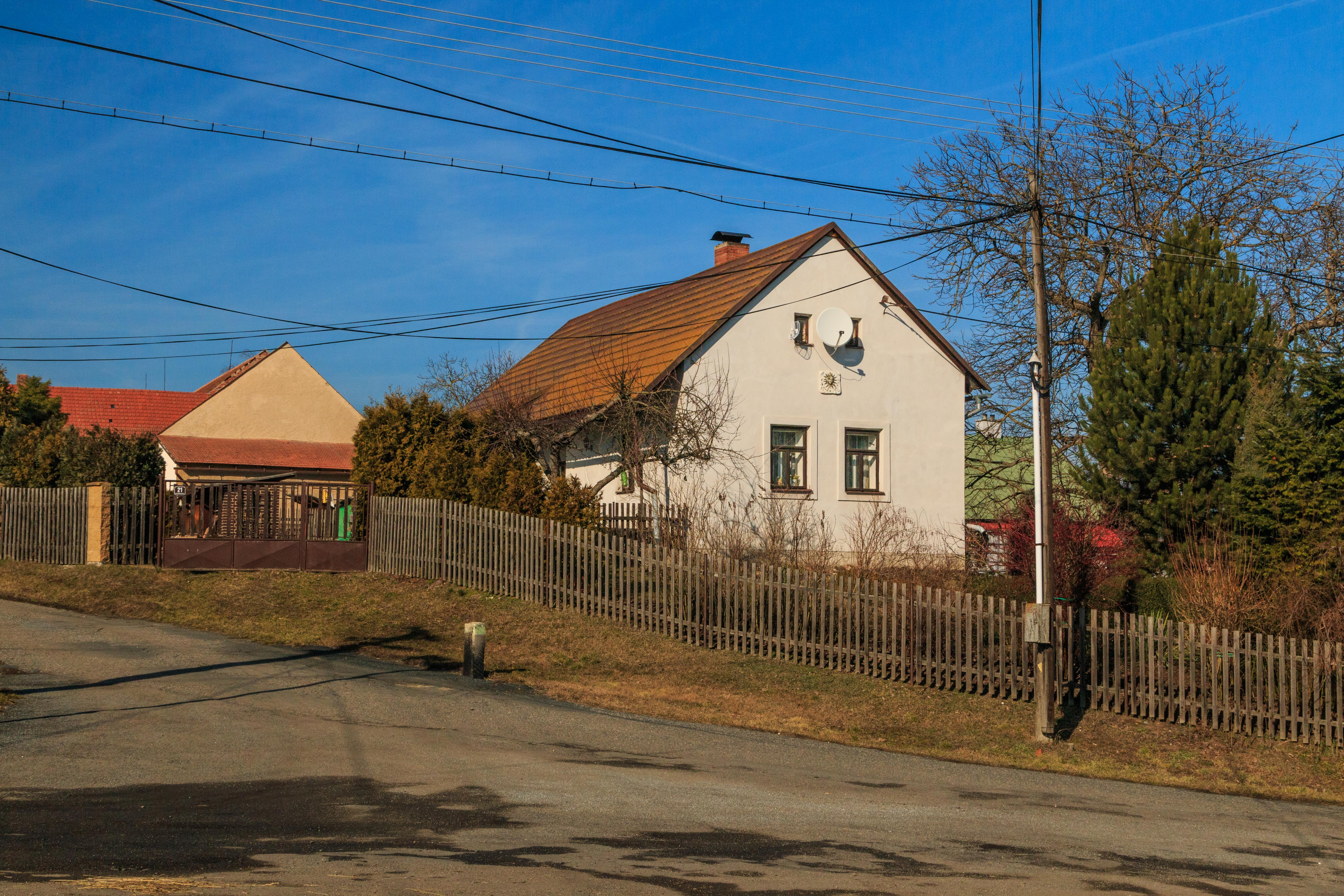
Doubravany čp. 21
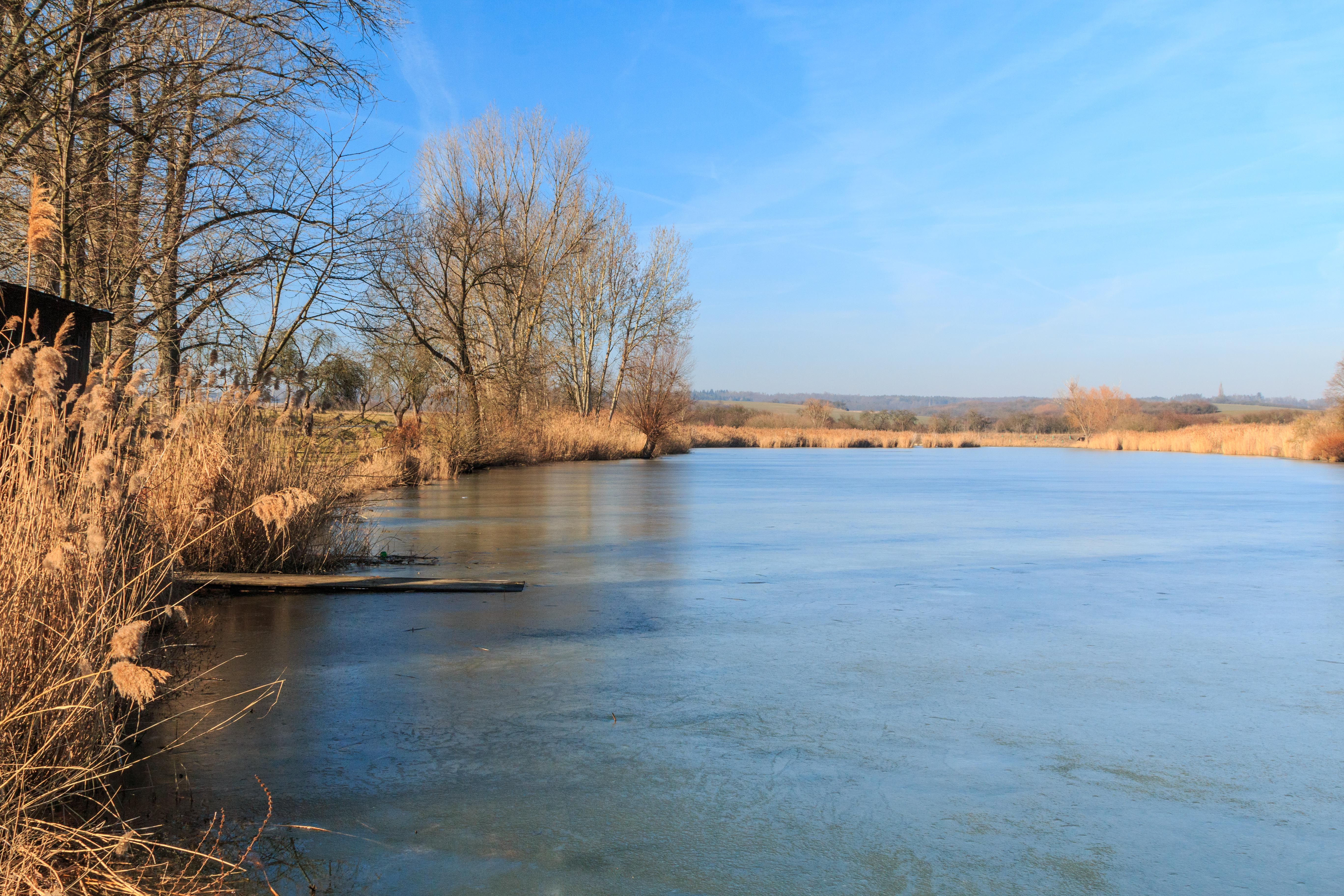
Doubravanský rybník